# Stearman Cloudboy
Stearman Model 6 Cloudboy là một loại máy bay huấn luyện hai tầng cánh của Hoa Kỳ trong thập niên 1930, do Stearman Aircraft Company tại Wichita, Kansas thiết kế chế tạo.

## Biến thể

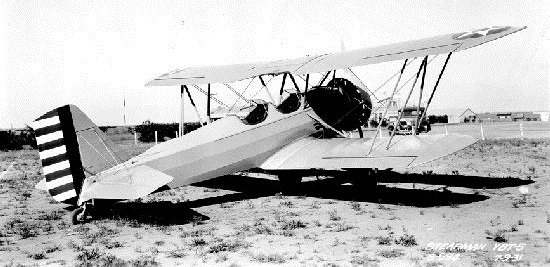
YBT-5

Model 6A Cloudboy
Model 6C Cloudboy
Model 6D Cloudboy
Model 6F Cloudboy
Model 6H Cloudboy
Model 6L Cloudboy
Model 6P Cloudboy
YPT-9
YPT-9A
YPT-9B
YPT-9C
YBT-3
YBT-5
XPT-943
X-70

## Quốc gia sử dụng
Hoa Kỳ
Quân đoàn Không quân Lục quân Hoa Kỳ

## Tính năng kỹ chiến thuật (YPT-9B)
Dữ liệu lấy từ  Hoa Kỳ Military Aircraft since 1909
Đặc điểm tổng quát
- Kíp lái: 2
- Chiều dài: 24 ft 8 in (7.52 m)
- Sải cánh: 32 ft 0 in (9.76 m)
- Chiều cao: 9 ft 7 in (2.92 m)
- Diện tích cánh: 272 ft2 (25.3 m2)
- Trọng lượng có tải: 2.814 lb (1.279 kg)
- Động cơ: 1 × Lycoming R-680-3, 200 hp (149 kW) mỗi chiếc

Hiệu suất bay
- Vận tốc cực đại: 135 mph (217 km/h)
- Tầm bay: 490 dặm (789 km)
- Trần bay: 17.000 ft (5.183 m)
- Vận tốc lên cao: 1.050 ft/min (5,3 m/s)